# 대피역
대피역(待避驛)이란 열차가 선행 열차를 앞지르기 위한 설비(대피설비)가 되어 있는 역을 의미한다. 대피하는 열차가 입선하는 선로는 대피선이라고 부른다.
단선에서의 마주보는 열차와 교차하는 경우에는 '대피'(待避)가 아닌 '교행'(交行)이라 구분되어 '교행역'(交行驛)이라 칭한다.

## 대피역의 구조